# Foreste montane decidue degli Appennini
Le foreste montane decidue degli Appennini sono una ecoregione terrestre della ecozona paleartica appartenente al bioma delle foreste di latifoglie e foreste miste temperate (codice ecoregione: PA0401) che si sviluppa nella penisola italiana per oltre 600 km lungo gli Appennini settentrionali e centrali. L'ecoregione fa parte dell'ecoregione globale denominata Foreste miste montane dell'Europa mediterranea, inclusa nella lista Global 200. La regione è caratterizzata da una flora e fauna molto varia e con elevati livelli di endemismo. Lo stato di conservazione è considerato in pericolo critico.

## Territorio
L'ecoregione si sviluppa lungo le cime più elevate degli Appennini a partire da quello ligure, tosco-emiliano, umbro-marchigiano, abruzzese e sannita. Il clima della regione è di tipo sub-alpino con temperature medie di 3-5 °C. Vi si trovano le cime più alte degli appennini: Gran Sasso (2.912 m), Monte Vettore (2.476 m), Monte Velino (2.487 m), la Maiella (2.793 m), Monte Meta (2.241).

## Ambiente

### Flora
La specie arborea più diffusa nella regione è il Fagus sylvatica che forma ampie faggete lungo le pendici montane in cui si incontrano occasionalmente esemplari residui di pino nero. Le vette sono caratterizzate da parati con cespugli composti principalmente da pino mugo con ginepro nano, sorbo alpino, uva ursina e mirtillo rosso. Vi sono molte specie endemiche che aumentano a quote più elevate. Fra le specie endemiche si possono citare: Androsace mathildae, Ranunculus magellensis, Aquilegia magellensis, e la Soldanella minima samnitica.

### Fauna

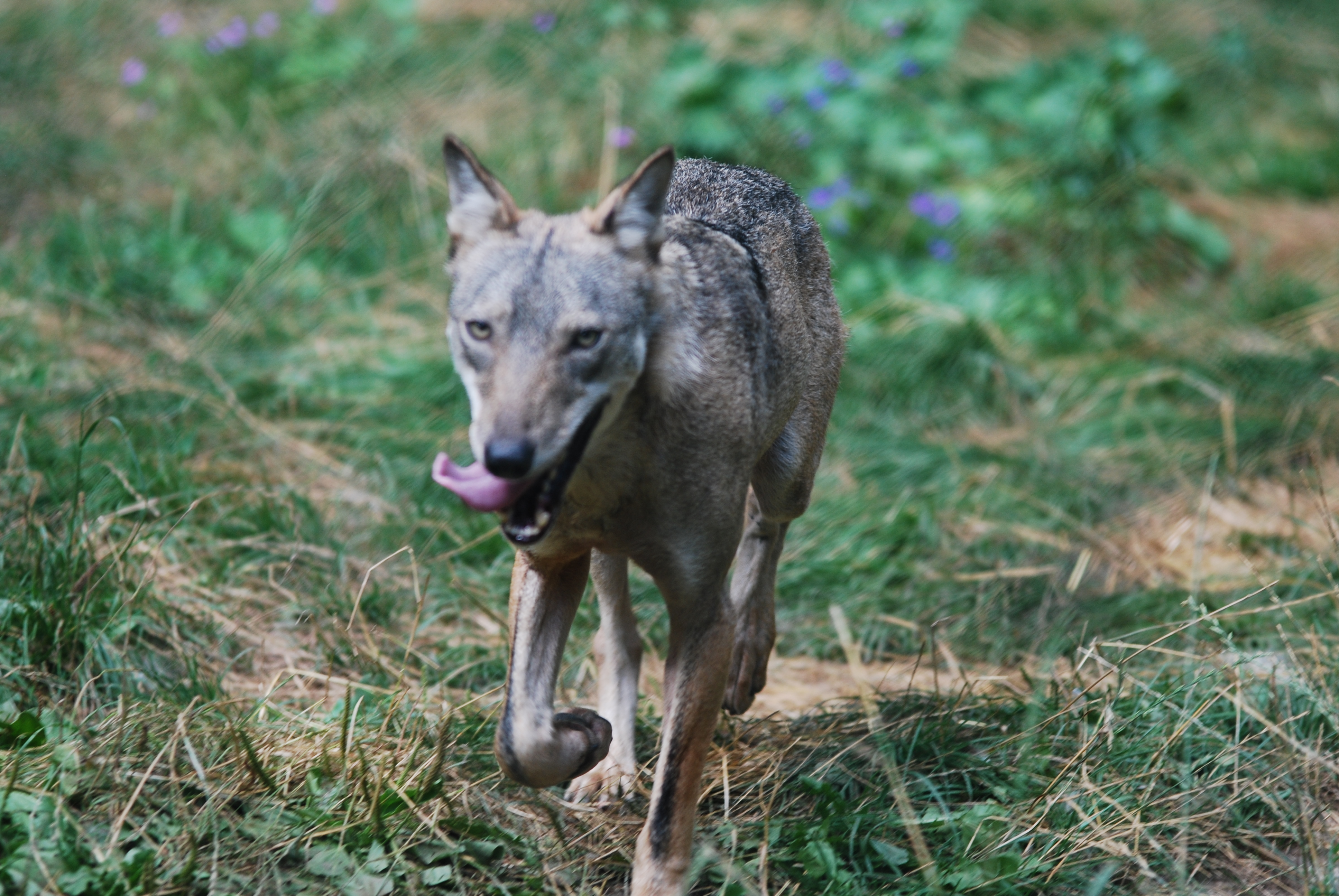
Lupo appenninico nel parco Nazionale d'Abruzzo

Anche la fauna della regione è molto varia. Fra i mammiferi abbiamo l'orso bruno marsicano (Ursus arctos marsicanus), endemico dell'Italia centro meridionale, di cui sopravvivono ancora una cinquantina di esemplari nelle aree protette di Abruzzo, Lazio e Molise, e il lupo appenninico (Canis lupus italicus). Altri mammiferi sono: il capriolo (Capreolus capreolus), il camoscio appenninico (Rupicapra pyrenaica ornata), sottospecie endemica della regione appenninica, il gatto selvatico europeo (Felis silvestris silvestris), la martora (Martes martes) e la faina (Martes foina).
Fra gli uccelli le specie più significativa sono il falco pecchiaiolo (Pernis apivorus), e l'aquila reale (Aquila chrysaetos), entrambi rapaci in via di estinzione. Fra gli anfibi le specie endemiche sono: Salamandrina terdigitata, Lissotriton italicus, Rana italica e la Salamandra pezzata subsp. gigliolii. Fra i rettili troviamo l'algiroide nano, la lucertola tirrenica e la lucertola campestre.

## Popolazione
L'area non è molto popolata. Non ci sono grandi centri urbani e gli insediamenti sono costituiti per lo più da piccoli paesi rurali una parte dei quali abbandonati, anche se lo sviluppo del turismo montano sta contribuendo ad un loro parziale recupero.

## Conservazione
La relativa inaccessibilità della regione ha consentito il mantenimento della gran parte della copertura forestale. Tuttavia, la maggior parte delle foreste sono costituite da boschi cedui risultanti da un intenso abbandono rurale avvenuto nella prima metà del XX secolo. Per queste ragioni vi sono poche piante secolari ed il sottobosco risulta piuttosto povero.
Anche se la deforestazione non è stata molto intensa, grazie al fatto che la prima legge forestale italiana (L. 3917/1877), che pure permise ampi disboscamenti in pianura e collina, tutelava i boschi presenti oltre il limite altitudinale del castagno, la regione è fortemente minacciata da un sistema indeguato di gestione forestale e dalla costruzione di strade e impianti sciistici che comportano lo sviluppo di centri urbani intorno agli impianti.
Nella regione sono presenti molte aree protette. Fra queste le più importanti sono il Parco nazionale d'Abruzzo, il Parco nazionale dei Monti Sibillini, Parco nazionale della Majella ed il Parco nazionale del Gran Sasso e Monti della Laga, il più grande dell'Appennino centrale con circa 141 000 ettari di territorio.